# Tepecuitlapa, Tequila
Tepecuitlapa är en ort i Mexiko.   Den ligger i kommunen Tequila och delstaten Veracruz, i den sydöstra delen av landet, 220 km öster om huvudstaden Mexico City. Tepecuitlapa ligger 2 328 meter över havet och antalet invånare är 311.
Terrängen runt Tepecuitlapa är kuperad åt sydost, men åt nordväst är den bergig. Runt Tepecuitlapa är det ganska tätbefolkat, med 93 invånare per kvadratkilometer. Närmaste större samhälle är Orizaba, 13,5 km norr om Tepecuitlapa. I omgivningarna runt Tepecuitlapa växer i huvudsak blandskog.